# Cránae (mitología)
Cránae (Griego antiguo: Κρανάη, significando "pedregoso") en la mitología griega era una princesa ateniense, hija del rey Cránao y Pedias, hija de Mines de Esparta. Sus hermanas eran Cranecme y Átide.